# Victor Buchs
Pour les personnes ayant le même patronyme, voir Buchs.
Victor Buchs, né le 30 décembre 1866 à Estavayer-le-Lac et mort le 31 mars 1953 à Villars-sur-Glâne, est une personnalité politique suisse, membre du Parti radical-démocratique.

## Sources
- Georges Andrey, John Clerc, Jean-Pierre Dorand et Nicolas Gex, Le Conseil d’État fribourgeois : 1848-2011 : son histoire, son organisation, ses membres, Fribourg, Éditions de la Sarine, 2012, 142 p. (ISBN 978-2-88355-153-4, lire en ligne), p. 69 et 70
- Michel Charrière et Anton Bertschy, Fribourg, un canton, une histoire, 1991
- Michel Charrière, « Buchs, Victor » dans le Dictionnaire historique de la Suisse en ligne, version du 25 octobre 2004.